# Ausejo de la Sierra
Ausejo de la Sierra es una localidad y también un municipio de la provincia de Soria, 
partido judicial de Soria, Comunidad Autónoma de Castilla y León, España. Pueblo de la comarca de Almarza.

## Geografía

Término municipal de Ausejo de la Sierra.

Esta pequeña población de la comarca de Almarza está ubicada en el norte de la provincia, en la divisoria de aguas entre los ríos Merdancho y Tera ambos en la cuenca del Duero a los pies del cerro de San Juan (1359 m s. n. m.).

## Historia
Lugar, entonces conocido como  Absejo , que durante la Edad Media perteneció a la Comunidad de Villa y Tierra de Soria formando parte del Sexmo de San Juan.
El Censo de Pecheros de 1528, en el que no se contaban eclesiásticos, hidalgos y nobles, registraba la existencia de 17 pecheros, es decir unidades familiares que pagaban impuestos.
A la caída del Antiguo Régimen la localidad se constituye en municipio constitucional, entonces conocido como Ausejo, en la región de Castilla la Vieja, partido de Soria que en el censo de 1842 contaba con 23 hogares y 92 vecinos.
A mediados del siglo XIX este municipio desaparece porque se integra en Buitrago. En esta época se incorporó Cuellar de la Sierra.
A finales del siglo XIX de Buitrago se independiza Ausejo, con Fuentelfresno. 
Hasta la reforma de la nomenclatura municipal de 1916 el municipio se llamaba simplemente Ausejo. En dicha fecha su nombre fue modificado por el de Ausejo de la Sierra.

## Geografía humana

### Demografía
Cuenta con una población de 115 habitantes (INE 2024).
| Gráfica de evolución demográfica de Ausejo de la Sierra entre 1842 y 2021 |
| |
| Población de derecho según los censos de población del INE Población de hecho según los censos de población del INEEn este censo se denominaba Ausejo: 1842 Entre el censo de 1900 y el anterior, crece el término del municipio porque incorpora a 42539 (Cuéllar de la Sierra) Entre el censo de 1900 y el anterior, aparece este municipio porque se segrega del municipio 42042 (Buitrago) Entre el censo de 1857 y el anterior, este municipio desaparece porque se integra en el municipio 42042 (Buitrago) |

### Población por núcleos
| Núcleos              | Habitantes (2000) | Habitantes (2009) |
| -------------------- | ----------------- | ----------------- |
| Ausejo de la Sierra  | 22                | 17                |
| Cuéllar de la Sierra | 23                | 26                |
| Fuentelfresno        | 16                | 23                |

### Comunicaciones
Localidad situada en la carretera autonómica SO-615 de Garray a Calahorra, donde cruzan las provinciales SO-P-1141 que nos lleva en dirección oeste a Fuentelfresno y la SO-P-1110 que nos lleva en dirección este a Castilfrío.